# 軟膏劑行動
軟膏劑行動（Operation Balsam）是第二次世界大战中英國皇家海軍的行動，於1945年6月10日至20日進行，由海軍准將傑弗里·奧利弗指揮，目標是對蘇門答臘的日軍機場、麻六甲海峽的日本船隻進行海軍艦砲砲擊、空襲、以及空中偵察。

## 概要
1945年6月14日，英國皇家海军舰队從亭可马里出擊，6月20日，英軍艦載機空襲洛司马威、棉蘭和民禮的日軍機場，破壞了機場跑道、飞机库以及停在地面的軍機，英軍則損失一架F6F地獄貓戰鬥機。